# Rajecká Lesná
Rajecká Lesná (em húngaro: Frivaldnádas) é um município da Eslováquia, situado no distrito de Žilina, na região de Žilina. Tem 39,26 km² de área e sua população em 2018 foi estimada em 1.180 habitantes.

## Demografia
| Ano:        | 1994 | 2004   | 2014   | 2024   |
| ----------- | ---- | ------ | ------ | ------ |
| Broj ljudi: | 1280 | 1300   | 1219   | 1192   |
| Razlika:    |      | +1,56% | -6,23% | -2,21% |

| Ano:               | 2023 | 2024   |
| ------------------ | ---- | ------ |
| Número de pessoas: | 1212 | 1192   |
| Diferença:         |      | -1,65% |